# Better in Time
«Better in Time» — третій сингл першого студійного альбому британської співачки Леони Льюїс — Spirit (2007). В Ірландії пісня вийшла 7 березня 2008, в Британії — 9 березня 2008; у США сингл мав вийти 17 червня 2008, але реліз перенесли на 15 липня. На диску із синглом «Better in Time» також знаходиться композиція «Footprints in the Sand». Пісня написана Джонатаном Ротемом та Андреа Мартіном; спродюсована Джонатаном Ротемом. Музичне відео зрежисерувала Софі Мюллер; прем'єра музичного відео відбулась в кінці лютого 2008.
Сингл потрапив у топ-10 чартів Європи, Канади, Австралії, Нової Зеландії і Британії. В Британії сингл отримав срібну сертифікацію від британської компанії BPI. Пісня «Better in Time» була номінована на «Brit Award» у категорії Best British Single.

## Виконання вживу
Вперше Леона виконала пісню 9 березня 2008 на шоу Dancing on Ice. 14 березня співачка виконала «Better in Time» і «Footprints in the Sand» на концерті BBC One's Sport Relief. 4 квітня разом зі своїм хітом «Bleeding Love» Леона заспівала «Better in Time» на шоу Jimmy Kimmel Live! і в програмі Good Morning America. В квітні 2008 Леона виконувала пісню на різних телешоу Австралії.
2 вересня 2008 співачка заспівала сингл на шоу Good Morning America, а 3 вересня — на Live with Regis and Kelly. На тижні від 8 вересня пісня була виконаною на телешоу The Tonight Show with Jay Leno і на The Ellen Degeneres Show. 1 жовтня 2008 пісня «Better in Time» прозвучала у фіналі сезону America's Got Talent. 24 листопада 2008 Леона виступила зі своїм синглом на церемонії нагородження 2008 American Music Awards.
Пісня стала саундтреком у серії серіалу 90210 — Lucky Strike.

## Рецензії
Журнал The Korea Times описав пісню як «одну з найкращих пісень в альбомі, з прекрасним поєднанням фортепіано і сильним голосом виконавиці». Алекс Флетчер із Digital Spy назвав пісню «безтурботною пригодою». Rolling Stone дав синглу 3 із 5 балів. Критик зі BBC сказав, що «пісня „Better in Time“ дуже гарна і здається чудово описує свій жанр, проте насправді вона нічого не робить». Журнал Billboard описав пісню як «рівня попередньому хіту „Bleeding Love“, з елегантною мелодією, лікувальними словами і показанням чудового голосу Леони».
Журнал Entertainment Weekly поставив пісню на 4 місце в своєму списку 10 Best Singles of 2008.

## Музичне відео
Музичне відео зрежисерувала Софі Мюллер. Зйомки проходили у лютому 2008 в школі Hampton Court House School, що знаходиться в Лондоні. Прем'єра музичного відео відбулась в кінці лютого 2008.
Американська версія відео дещо відрізняється від міжнародної. Прем'єра в Сполучених Штатах відбулась 28 червня 2008 в програмі каналу VH1 Top 20 Video Countdown. Відеокліп дебютував на 2 місце чарту каналу VH1. 19 липня, 16 серпня, 6 вересня, 27 вересня і 8 листопада 2008 відеокліп тримався на 1 місці. На чарті по закінченню року відеокліп зайняв 22 місце.

## Список пісень
Максі CD-сингл для Австралії / CD-сингл для Британії Sport Relief
1. «Better in Time» — 3:55
2. «Footprints in the Sand» — 4:09
3. «You Bring Me Down» — 3:54

CD-сингл (Syco) / CD-сингл (RCA) / CD-сингл для Швейцарії
1. «Better in Time» (Single Mix) — 3:55
2. «Footprints in the Sand» (Single Mix) — 3:58

Преміум CD-сингл для Німеччини
1. «Better in Time» (Single Mix) — 3:55
2. «Footprints in the Sand» (Single Mix) — 3:58
3. «Bleeding Love» (Moto Blanco Remix Radio Edit) — 3:40
4. «Better in Time» (Video) — 3:58

Sony сингл; Максі CD-сингл для Швейцарії
1. «Better in Time» (Single Mix) — 3:55
2. «Footprints in the Sand» (Single Mix) — 3:58
3. «Bleeding Love» (Moto Blanco Remix Radio Edit) — 3:40

## Чарти
24 лютого 2008 версія поєднаних синглів «Better in Time»/«Footprints in the Sand» дебютувала на 74 місце британського чарту UK Singles Chart. Сингли потрапили до чарту за три тижні до офіційного релізу, але через тиждень були зняті з чарту. Самостійний сингл «Better in Time» дебютував на 38 місце чарту. Згодом композиція досягла 23 місця. Після офіційного релізу подвійного синглу «Better in Time»/«Footprints in the Sand» сингл дебютував на 21 місце, а через короткий період часу досяг 2 позиції. За 2008 було продано 40,476 копій подвійного синглу і це зробило його 38-м найкраще продаваним синглом у 2008 у Британії. Самостійний сингл «Better in Time» продався у понад 200,000 копій і отримав срібну сертифікацію від BPI.
В Австралії сингл «Better in Time» дебютував на 32 місце і досягнув на другому тижні чартування 21 місця. На третьому тижні сингл піднявся до 10 позиції, а ще через два тижні досяг свого піку на 6 позиції. 17 березня 2008 у Новій Зеландії пісня дебютувала на 34 місце і через п'ять тижнів досягнула 9 місця. На шостому тижні сингл досяг 6 місця. В Новій Зеландії було продано 7,500 копій, а пісня отримала золоту сертифікацію від RIANZ. Сингл досяг 3 місця європейського чарту European Hot 100 Singles.
У квітні 2008 пісня «Better in Time» дебютувала на 24 місце американського чарту Billboard Hot Digital Songs і на 62 місце Billboard Hot 100, проте наступного тижня була знята з чарту. Композиція досягла 4 місця чарту Billboard Pop 100. Сингл «Better in Time» був повторно введений до Hot 100 і вдруге дебютував на 75 місце. Наступного тижня пісня посіла 44 місце, а через деякий час сягнула максимального 11 місця. Пісня увійшла у топ-5 чарту Pop 100 Airplay та Mainstream Top 40. Сингл досяг 4 місця чарту Billboard Hot Adult Contemporary Tracks, на якому провів 52 тижні.

### «Better in Time»/«Footprints in the Sand»
| Чарт (2008)                  | Місце |
| ---------------------------- | ----- |
| Eurochart Hot 100 Singles    | 8     |
| Germany German Singles Chart | 2     |
| UK Singles Chart             | 2     |

### «Better in Time»
Тижневі чарти
| Чарт (2008-09)                            | Місце |
| ----------------------------------------- | ----- |
| Australian Singles Chart                  | 6     |
| Austrian Singles Chart                    | 3     |
| Belgium (Ultratop 50 Flanders) (Фландрія) | 12    |
| Belgium (Ultratop 50 Wallonia) (Валлонія) | 12    |
| Brazil (ABPD)                             | 23    |
| Canada (Canadian Hot 100)                 | 9     |
| Czech Republic (Rádio Top 100)            | 3     |
| Danish Singles Chart                      | 3     |
| European Hot 100                          | 7     |
| Finland Suomen virallinen lista           | 13    |
| Germany German Singles Chart              | 79    |
| Germany Airplay Chart                     | 1     |
| Irish Singles Chart                       | 4     |
| Italian Singles Chart                     | 4     |
| Japan Japanese Singles Chart              | 16    |
| Netherlands Single Top 100                | 21    |
| New Zealand Recorded Music NZ             | 6     |
| Norway VG-lista                           | 19    |
| Poland (Airplay Chart)                    | 3     |
| Romania (Romanian Top 100)                | 9     |
| Slovakia (Singles Digitál Top 100)        | 5     |
| Spanish Singles Chart                     | 14    |
| Swedish Singles Chart                     | 5     |
| Swiss Singles Chart                       | 5     |
| UK Singles (Official Charts Company)      | 1     |
| US Billboard Hot 100                      | 11    |
| US Adult Contemporary (Billboard)         | 4     |
| US Adult Pop Songs (Billboard)            | 6     |
| US Pop Songs (Billboard)                  | 3     |
| US Hot R&B/Hip-Hop Songs (Billboard)      | 99    |

Річні чарти
| Чарт (2008)                               | Місце |
| ----------------------------------------- | ----- |
| Australian Singles Chart                  | 55    |
| Austrian Singles Chart                    | 17    |
| Belgium (Ultratop 50 Flanders) (Фландрія) | 72    |
| Belgium (Ultratop 50 Wallonia) (Валлонія) | 93    |
| Netherlands Dutch Top 40                  | 64    |
| Germany German Singles Chart              | 22    |
| New Zealand Recorded Music NZ             | 36    |
| Portugal (AFP)                            | 10    |
| Swedish Singles Chart                     | 45    |
| Swiss Singles Chart                       | 22    |
| UK Singles (Official Charts Company)      | 37    |
| US Billboard Hot 100                      | 53    |

## Продажі
| Країна               | Сертифікація (таблиця продажів та сертифікатів) | Продажі  |
| -------------------- | ----------------------------------------------- | -------- |
| Австралія (ARIA)     | Золото                                          | +35,000  |
| Данія (IFPI Denmark) | Золото                                          | +4,000   |
| Німеччина (BVMI)     | Золото                                          | +150,000 |
| Італія (FIMI)        | Платина                                         | +30,000  |
| Британія (BPI)       | Срібло                                          | +200,000 |

## Історія релізів
| Країна          | Дата            | Лейбл                | Формат                         |
| --------------- | --------------- | -------------------- | ------------------------------ |
| Велика Британія | 9 березня 2008  | Syco Music           | Цифрове завантаження           |
| Велика Британія | 10 березня 2008 | Syco Music           | CD-сингл                       |
| Канада          | 11 березня 2008 | Sony BMG, Syco Music | CD-сингл, цифрове завантаження |
| США             | 11 березня 2008 | Sony BMG, Syco Music | CD-сингл, цифрове завантаження |
| Австралія       | 19 квітня 2008  | Sony BMG, Syco Music | CD-сингл, цифрове завантаження |
| Швейцарія       | 16 травня 2008  | Sony BMG, Syco Music | Максі-сингл                    |
| Швейцарія       | 23 травня 2008  | Sony BMG, Syco Music | CD-сингл, цифрове завантаження |
| Німеччина       | 30 травня 2008  | Ariola               | CD-сингл, максі-сингл          |
| Європа          | 3 червня 2008   | Sony BMG Europe      | CD-сингл, цифрове завантаження |
| Японія          | 6 червня 2008   | Sony BMG Europe      | CD-сингл, максі-сингл          |
| Австралія       | 5 липня 2008    | Sony BMG, Syco Music | Максі-сингл                    |
| США             | 15 липня 2008   | J, RCA               | Airplay                        |